# 拓跋丕 (乐平王)
拓跋丕（5世紀—444年3月12日），魏明元帝拓跋嗣次子，生母大慕容夫人，北魏宗室、官员。

## 生平

### 封王
拓跋丕年少時有才干，为世人所称赞。魏明元帝因为拓跋丕较年长，喜爱他的才能气度，格外优待看重他。泰常七年夏四月甲戌（422年5月8日），拓跋丕被封乐平王，加车骑大将军。

### 伐北燕
延和元年（432年）七月，魏太武帝亲自带兵征讨北燕的和龙。八月，魏太武帝诏令平东将军贺多罗在猴固攻打北燕带方郡太守慕容玄，抚军大将军、永昌王拓跋健攻打建德，骠骑大将军、乐平王拓跋丕攻打冀阳，三路军队都攻下城池，取得俘虏，赐给将士多少不等。太延元年六月戊申（435年8月2日），魏太武帝诏令拓跋丕、镇东大将军屈垣等五名将领统帅四万骑兵讨伐北燕。七月己卯（435年9月2日），拓跋丕等人抵达和龙，冯弘用牛和酒犒劳魏军，献上三千套盔甲。屈垣责备冯弘不送质子，魏军将北燕的男女户口六千人迁走后返回。

### 平仇池
赫连定西逃之后，杨难当占据了上邽。太延二年七月庚戌（436年7月29日），魏太武帝诏令骠骑大将军、乐平王拓跋丕和尚书令刘洁统领黄河以西、高平的各路军队讨伐仇池。九月庚戌（436年9月27日），魏军到达略阳，令行禁止整齐严肃，所过之处没有私人行动，百姓争相送牛酒。杨难当非常害怕，撤回仇池，北魏的将军们议论说，如果不诛杀仇池的豪族头领，魏军返回之后，仇池必定聚集为贼寇，将领们又认为大军远出，不进行掳掠无法充实军用物资、赏赐将士。拓跋丕将要听从将军们的意见，当时中书侍郎高允参谋拓跋丕军中事务，劝谏说：“现在如果诛杀他们，是损伤他们归向教化的心意，恐怕大军返回，仇池必定马上作乱。”拓跋丕认为高允说的对，于是安抚怀柔新归附北魏的人，秋毫无犯，秦州、陇州一带于是得以安定。

### 谋高句丽
当初冯弘投奔高句丽，魏太武帝拓跋焘诏令高句丽遣返冯弘。太延二年（436年）九月，高句丽不听魏太武帝的命令送回冯弘，魏太武帝大怒，商议要讨伐高句丽，将要发动陇右地区的骑兵和士卒。拓跋丕说：“和龙刚平定，应该优待免除赋役，让百姓广泛修治农田，充实军用物资，然后进军图取，可以一举消灭高句丽。”魏太武帝采纳了拓跋丕的意见，于是作罢。

### 征柔然
太延四年（438年）七月，魏太武帝亲率军队抵达五原，派乐平王拓跋丕和河东公贺多罗统帅十五个将军从东道出兵，永昌王拓跋健和宜都王穆寿统帅十五个将军从西道出兵，魏太武帝从中道出兵，进攻柔然。

### 灭北凉
太延五年，魏太武帝亲征北凉，秋七月己巳（439年8月2日），北魏军队抵达上郡属国城，大宴群臣，练习骑马射箭。七月壬午（439年8月15日），北魏留下车辆物资，分别部署各路军队，以抚军大将军、永昌王拓跋健和尚书令、钜鹿公刘洁都督各路军队，与常山王拓跋素分兵两路同时进军，担任前锋，骠骑大将军、乐平王拓跋丕和太宰、阳平王杜超都督平涼、鄜城各路军队为后续部队。消灭北凉后，魏太武帝于冬季十月辛酉（439年11月22日）返回，骠骑大将军、乐平王拓跋丕和征西将军贺多罗镇守凉州。

### 再征柔然
太平真君四年九月辛丑（443年10月12日），魏太武帝亲帅大军到达大漠以南，准备进攻柔然，九月甲辰（443年10月15日），北魏军队舍弃军事物资，以轻骑兵袭击柔然，将军队分为四路，乐安王拓跋范和建宁王拓跋崇各统帅十五名将领出东道，乐平王拓跋丕统帅十五名将领出西道，魏太武帝出中道，中山王拓跋辰统帅十五名将领作为中军后续部队。

### 去世
魏明元帝末年，北魏建造白台，高二十多丈，拓跋丕曾经做梦登上了白台，四处望去什么都看不到。拓跋丕向占卜者董道秀询问这个梦，董道秀用筮占卜后说：“大吉”。拓跋丕沉默却表现出高兴的神色。太平真君四年（443年，魏太武帝征讨柔然时，尚书令刘絜私下对亲近的人说：“如果这次出兵没有获胜，皇帝回不来了，我就要拥立乐平王拓跋丕做皇帝。”太平真君五年（444年）二月，刘絜被捕后事情败露，二月癸酉（444年3月12日），拓跋丕因为忧心之前的占卜而死，谥号戾王

## 儿子
- 拓跋拔，北魏车骑大将军、乐平王

## 延伸阅读
[在维基数据编辑]
 《魏書·卷17》，出自魏收《魏书》
 《北史·卷016》，出自李延壽《北史》